# David Schumacher
Pour les articles homonymes, voir Schumacher.
David Schumacher, né le 23 octobre 2001 à Salzbourg, en Autriche, est un pilote automobile allemand. Il est le fils de l'ancien pilote de Formule 1 Ralf Schumacher et neveu du septuple champion du monde Michael Schumacher. Ainsi, il est aussi le cousin de Mick Schumacher, lui aussi pilote de Formule 1 pendant 2 années. En 2020, il participe au championnat de Formule 3 FIA au sein de l'écurie Charouz Racing System.

## Biographie

### 2008-2016: débuts en karting
Schumacher a commencé le karting à un jeune âge, aux côtés de son cousin Mick. À partir de là, il a participé à plusieurs championnats de karting, dont le fait saillant a été d'être vice-champion du DKM Championship 2017, devant Dennis Hauger.

### 2017-2018: débuts en monoplace en Formule 4
En décembre 2017, il fait ses débuts en monoplace avec l'équipe Rasgaira Motorsports en Championnat des Émirats arabes unis de Formule 4. Il récolte cinq victoires, trois pole positions, quatre meilleur tours et monte seize fois sur le podium. Il se classe finalement deuxième du championnat avec 325 points marqués. 
L'année suivante, il s'engage en Formule 4 allemande et signe chez US Racing. A l'issue de la saison durant laquelle il termine régulièrement dans les points sans monter sur le podium, il termine neuvième avec 103 points. En parallèle, il prend part au championnat d'Espagne de Formule 3 avec l'écurie RP Motorsport, il dispute également quatre courses mais inéligible aux points il est non classé. Il participe aussi au championnat Euroformula Open avec la même écurie où il dispute également quatre courses, Il se classe sixième avec 38 points.

### 2018-2019: poursuite en Formule 3 Régionale
En 2019, il participe au nouveau championnat de Formule 3 Régionale avec l'écurie US Racing. Il remporte sa première victoire à Vallelunga, puis deux autres sur le circuit de Barcelone, après avoir obtenu trois pole positions et signé deux meilleurs tours. Il occupe actuellement la troisième place avec 222 points. Il a également participé en début d'année au championnat F3 Asian Winter Series. Il dispute six courses et termine huitième avec 43 points.

### 2019: débuts en Formule 3
En septembre 2019, il est appelé par l'écurie Campos Racing pour remplacer Alex Peroni blessé dans un spectaculaire accident sur l'Autodrome de Monza, pour la dernière manche sur l'Autodrome de Sotchi.

### 2020
Tous les championnats de sport automobile étant neutralisés en raison de la pandémie de Covid-19, des courses sur jeux vidéo entre pilotes officiels sont organisées pour proposer un spectacle alternatif au public. David Schumacher participe aux courses virtuelles de Formule 1 en tant que pilote Racing Point F1 Team.

## Carrière

### Résultats en monoplace
| Saison    | Championnat                                      | Écurie                                   | Courses | Victoires | Pole positions | Meilleurs tours | Podiums | Points | Classement |
| --------- | ------------------------------------------------ | ---------------------------------------- | ------- | --------- | -------------- | --------------- | ------- | ------ | ---------- |
| 2017–2018 | Championnat des Émirats arabes unis de Formule 4 | Rasgaira Motorsports                     | 20      | 3         | 5              | 4               | 16      | 325    | 2e         |
| 2018      | Championnat d'Allemagne de Formule 4             | US Racing-CHRS                           | 20      | 0         | 0              | 0               | 0       | 103    | 9e         |
| 2018      | Euroformula Open                                 | RP Motorsport                            | 4       | 0         | 0              | 0               | 0       | 0*     | n.c        |
| 2018      | Championnat d'Espagne de Formule 3               | RP Motorsport                            | 4       | 0         | 0              | 0               | 0       | 38     | 6e         |
| 2019      | Formule Régionale Europe                         | US Racing-CHRS                           | 24      | 4         | 5              | 3               | 9       | 285    | 4e         |
| 2019      | Championnat d'Asie de Formule 3                  | Pinnacle Motorsport                      | 6       | 0         | 0              | 0               | 1       | 43     | 8e         |
| 2019      | Formule 3 FIA                                    | Campos Racing                            | 2       | 0         | 0              | 0               | 0       | 0      | 32e        |
| 2019–2020 | MRF Challenge Formula 2000                       | MRF Racing                               | 4       | 1         | 2              | 2               | 4       | 82     | 9e         |
| 2020      | Formule 3 FIA                                    | Charouz Racing System Carlin Buzz Racing | 18      | 0         | 0              | 0               | 0       | 0      | 28e        |
| 2021      | Formule 3 FIA                                    | Trident Racing                           | 20      | 1         | 0              | 0               | 2       | 55     | 11e        |
| 2022      | Formule 3 FIA                                    | Charouz Racing System                    | 4       | 0         | 0              | 0               | 0       | 0      | 28e        |

* Schumacher étant un pilote invité, il était inéligible pour marquer des points.

### Résultats en DTM
| Saison | Écurie                    | Châssis  | Moteur      | Pneus    | Courses disputées | Victoires | Podiums | Pole positions | Meilleurs tours | Dans les points | Abandons | Points inscrits | Classement |
| ------ | ------------------------- | -------- | ----------- | -------- | ----------------- | --------- | ------- | -------------- | --------------- | --------------- | -------- | --------------- | ---------- |
| 2022   | Mercedes-AMG Team Winward | Mercedes | Mercedes V8 | Michelin | 16                | 0         | 0       | 0              | 0               | 0               | 2        | 0               | e          |

## Vie privée
David Schumacher est le fils de l'ancien pilote de Formule 1, Ralf Schumacher. Son oncle est le septuple champion du monde Michael Schumacher. Son cousin Mick Schumacher est également un pilote automobile, actuellement pilote de réserve chez Mercedes Grand Prix en Formule 1.